# Lanfains
Lanfains [lɑ̃fɛ̃] est une commune française située dans le département des Côtes-d'Armor en région Bretagne.
Ses habitants sont appelés les Lanfinois et les Lanfinoises.

## Géographie

### Localisation
La commune de Lanfains est située dans le centre des Côtes-d'Armor. Le bourg de Lanfains se trouve à vol d'oiseau à 6 km au sud de Quintin, la ville la plus proche, à 21 km au sud-ouest de Saint-Brieuc, sa préfecture de rattachement et à 29 km au sud-est de Guingamp.

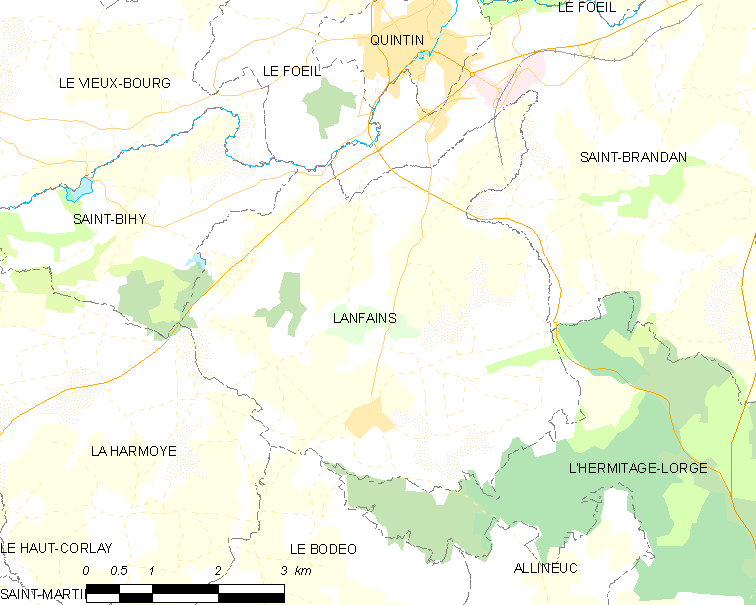
Carte en couleurs de la commune et des communes voisines.

|            | Le Fœil  | Saint-Brandan     |
| Saint-Bihy | Lanfains |                   |
| La Harmoye | Le Bodéo | L'Hermitage-Lorge |

### Topographie

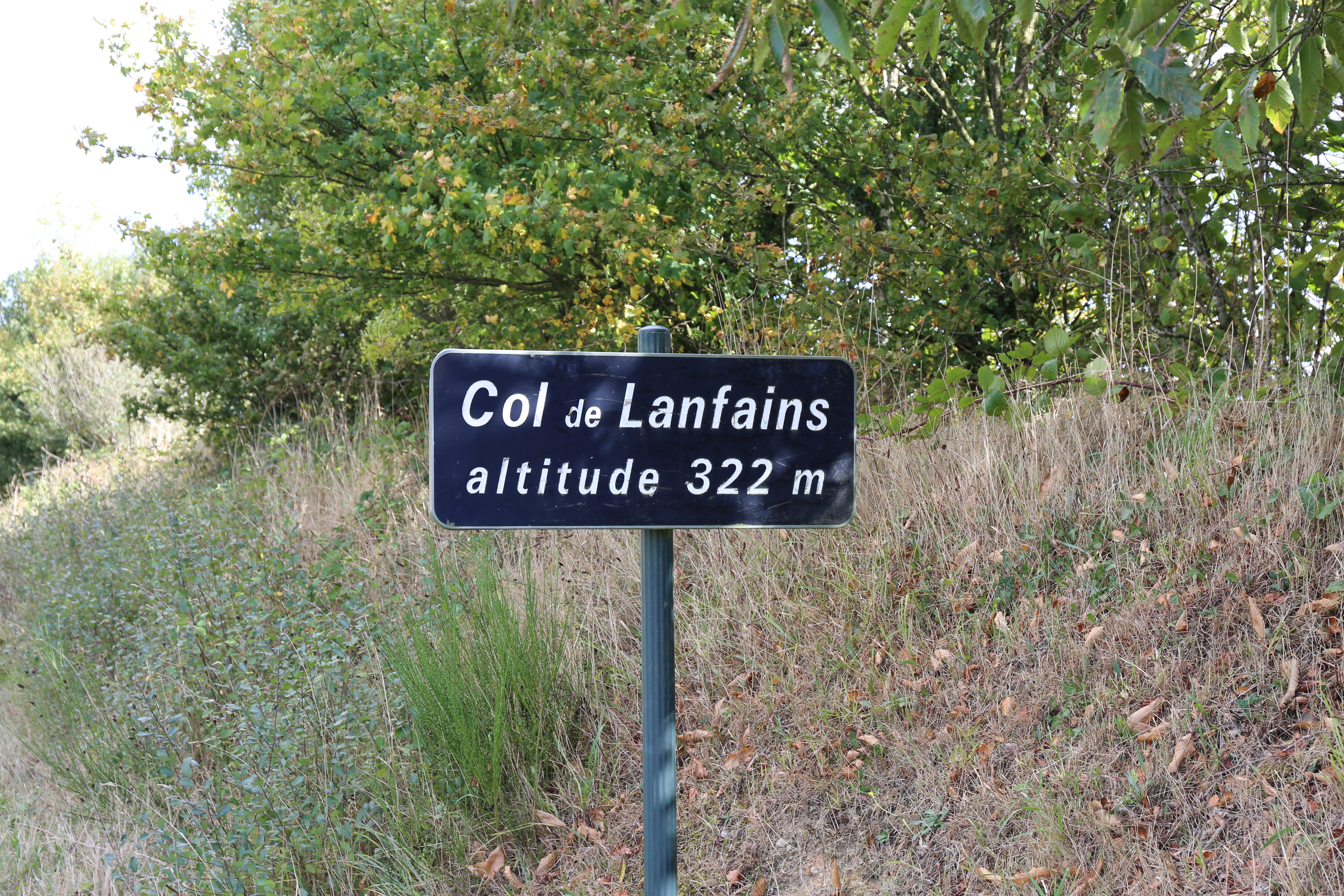
Le col routier de Lanfains (322 mètres).

La commune de Lanfains présente un relief vallonné. Son bourg est le plus haut de Bretagne. Il se trouve sur une butte à une altitude de plus de 300 m. Le point culminant de la commune est à 323 m et est situé au lieu-dit de Bel Air-Porpaire. Le col routier de Lanfains (322 m), est situé dans la commune. Il était au programme de la Bretagne Classic en 2020. Pour arriver au col, il faut gravir une côte longue de 1,7 km avec une pente moyenne à 6% et maximale à 14%.
| - Carte topographique de la commune de Lanfains. |

### Hydrographie
Pour un article plus général, voir Réseau hydrographique des Côtes-d'Armor.
La commune est située dans le bassin Loire-Bretagne. Elle est drainée par le Gouët, le Pas, la Fontaine St-Hubert et le Moulin du Bois,,.
Le Gouët, d'une longueur de 47 km, prend sa source dans la commune du Haut-Corlay et se jette  dans la baie de Saint-Brieuc en limite de Plérin et de Saint-Brieuc, après avoir traversé 16 communes. 
Un plan d'eau complète le réseau hydrographique : l'étang du Moulin du Bois, d'une superficie totale de 4,4 ha (0 ha dans la commune),.

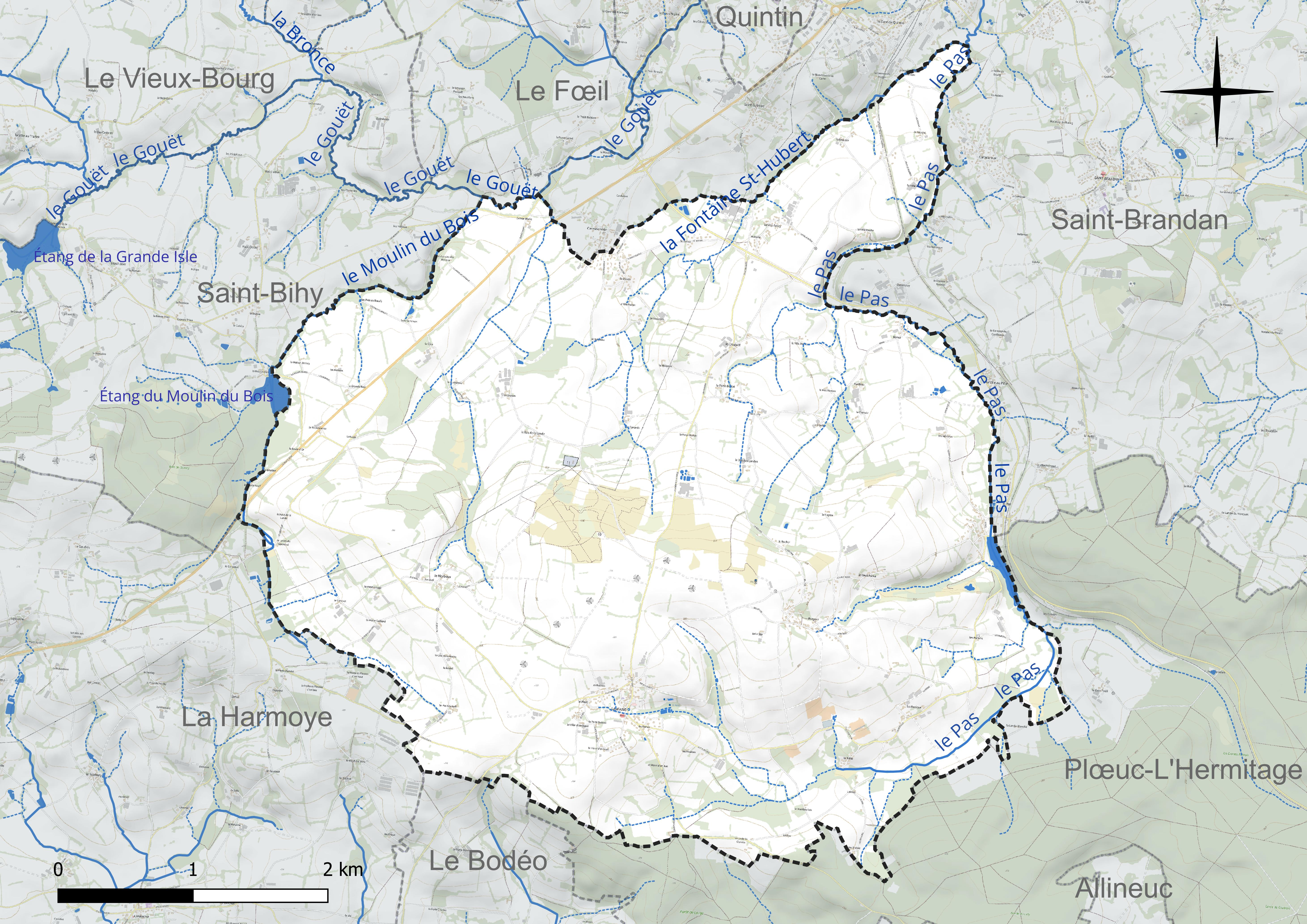
Réseau hydrographique de Lanfains.

### Climat
Pour des articles plus généraux, voir Climat de la Bretagne et Climat des Côtes-d'Armor.
En 2010, le climat de la commune est de type climat océanique franc, selon une étude du CNRS s'appuyant sur une série de données couvrant la période 1971-2000. En 2020, Météo-France publie une typologie des climats de la France métropolitaine dans laquelle la commune est exposée à un climat océanique et est dans la région climatique  Finistère nord, caractérisée par une pluviométrie élevée, des températures douces en hiver (6 °C), fraîches en été et des vents forts. Parallèlement l'observatoire de l'environnement en Bretagne publie en 2020 un zonage climatique de la région Bretagne, s'appuyant sur des données de Météo-France de 2009. La commune est, selon ce zonage, dans la zone « Intérieur  », exposée à un climat médian, à dominante océanique.  
Pour la période 1971-2000, la température annuelle moyenne est de 10,4 °C, avec  une amplitude thermique annuelle de 11,9 °C. Le cumul annuel moyen de précipitations est de 981 mm, avec 15,2 jours de précipitations en janvier et 8,2 jours en juillet. Pour la période 1991-2020, la température moyenne annuelle observée sur la station météorologique la plus proche, située dans la commune de Plœuc-L'Hermitage à 12 km à vol d'oiseau, est de 11,1 °C et le cumul annuel moyen de précipitations est de 954,7 mm,. Pour l'avenir, les paramètres climatiques de la commune estimés pour 2050 selon différents scénarios d’émission de gaz à effet de serre sont consultables sur un site dédié publié par Météo-France en novembre 2022.

## Urbanisme

### Typologie
Au 1er janvier 2024, Lanfains est catégorisée commune rurale à habitat dispersé, selon la nouvelle grille communale de densité à 7 niveaux définie par l'Insee en 2022.
Elle est située hors unité urbaine. Par ailleurs la commune fait partie de l'aire d'attraction de Saint-Brieuc, dont elle est une commune de la couronne,. Cette aire, qui regroupe 51 communes, est catégorisée dans les aires de 200 000 à moins de 700 000 habitants,.

### Occupation des sols
L'occupation des sols de la commune, telle qu'elle ressort de la base de données européenne d’occupation biophysique des sols Corine Land Cover (CLC), est marquée par l'importance des territoires agricoles (92,4 % en 2018), en diminution par rapport à 1990 (93,5 %). La répartition détaillée en 2018 est la suivante : 
zones agricoles hétérogènes (53,1 %), terres arables (36,7 %), forêts (3,8 %), prairies (2,5 %), milieux à végétation arbustive et/ou herbacée (2,1 %), zones urbanisées (1,7 %), zones industrielles ou commerciales et réseaux de communication (0,1 %). L'évolution de l’occupation des sols de la commune et de ses infrastructures peut être observée sur les différentes représentations cartographiques du territoire : la carte de Cassini (XVIIIe siècle), la carte d'état-major (1820-1866) et les cartes ou photos aériennes de l'IGN pour la période actuelle (1950 à aujourd'hui).

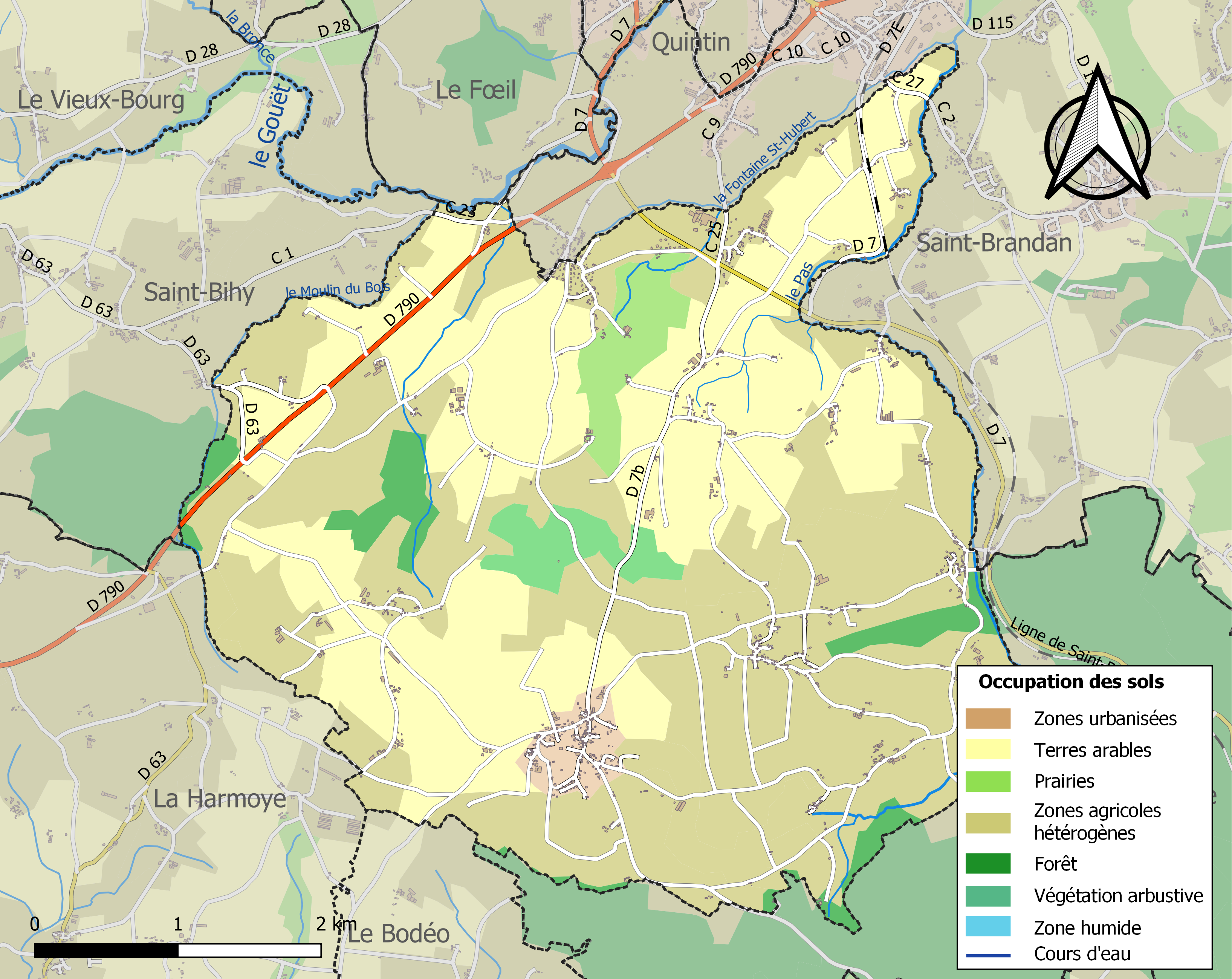
Carte des infrastructures et de l'occupation des sols de la commune en 2018 (CLC).

## Toponymie
On trouve les attestations suivantes : Lanfaen en 1257, Lanfain en 1428, Lanfains en 1516, Lanfains en 1516, Lanfaign en 1536, Lanfin en 1630, Lenfeins en 1642, Lenfains en 1663, Lenffains en 1671, Lanfains en 1676.
Lanfains vient du breton lann (ermitage) et, semble-t-il, du latin fanum (temple).
Le nom de la commune en breton est Lanfeun. En gallo, le nom s’écrit Lanfaen.

### Villages, hameaux, écarts, lieux-dits
Les principaux lieux-dits sont (du nord au sud et d’ouest en est) :
- la Touche ;
- la Ville Auray ;
- Milhars ;
- la Deude ;
- Carestiemble ;
- La Houssaye ;
- Le Tertro ;
- La Corniche ;
- La Ville Auray ;
- la porte Burlot ;
- le Bas des Landes ;
- le Morboux ;
- Porpair ;
- le Haut Rôma ;
- les Burons ;
- la Ville d’en Haut ;
- les Rozieux.

Le village de Carestiemble a la particularité de se situer sur les communes de Lanfains et de Saint-Brandan, la route le traversant étant la limite.
 C'était un village de boulangers. Le dernier boulanger Monsieur Jago a éteint le four au début des années 1980. De cette époque subsiste la fête du Pain Chaud, festivité ancienne qui se tenait le deuxième dimanche de février et qui lançait le début des fêtes mises en sommeil pour l'hiver. À cette occasion était fait le pain mirrau, à mie serrée, sous forme de boule que l'on achetait pour manger tiède. Il s'agit d'un pain dit sucré. La fête comprenait également des stands forains, un bal populaire. Cet événement important drainait toute la population alentour. Cette fête subsiste de nos jours, toujours avec une vente de pain mirrau mais dans une forme actualisée avec un trail en nocturne dans les landes qui attire plusieurs milliers de participants.
Carestiemble avait sa propre école : ce grand bâtiment, aujourd'hui salle des fêtes, a gardé sa façade avec, à sa droite surmonté d'une croix, la maison des sœurs. Il s'agissait de l'école Saint-Joseph, propriété du marquis de Robien. Cette école primaire a fermé début des années 1980.
Ce village, dans le pôle d'activités de Quintin jouit toujours d'une forte dynamique. La construction d'un lotissement dans les années 1980 en en fait un des principaux pôles démographiques de la commune, à 5 minutes de Quintin et 30 minutes de Saint-Brieuc. Attractivité renforcée avec la présence de l'échangeur routier qui permet un accès aux voies rapides en direction de Saint-Brieuc et de Loudéac.
Certains noms doivent leur origine à un élément du lieu. La Deude, par exemple, vient du patois deux doué à savoir deux lavoirs. Ce qui suggère un village d'importance pour avoir deux lavoirs. Le dernier d'entre eux, comblé récemment, se situait en bordure de la route allant à la Houssaye. Le village avait également sa sage-femme, fin 18ème,  début 19ème : les registres d'état civil font état d'une sage-femme : Catherine Pleven, épouse Eouzan (1781-1812). De cette époque rien ou presque ne subsiste sauf deux corps de ferme. Sur la droite en descendant, une ferme rénovée de conception récente puis, plus bas, le ferme de La Deude dont on a trace dès 1690 avec la famille Eouzan dont les descendants sont toujours les occupants et dont les bâtiments actuels ont été rénovés en 1918 par le propriétaire de l'époque au retour de la guerre de son fermier Jean François Eouzan.

## Histoire

### LeXXesiècle
Au début du siècle de nombreux jeunes de la commune étaient recrutés par des familles de chiffonniers hors des Côtes d'Armor. Ils allaient à vélo de ferme en ferme acheter surtout des peaux de lapins. A l'été, ils revenaient à Lanfains. D'où l'appellation de pillotous pour qualifier les habitants de Lanfains. 

#### Les guerres duXXesiècle
Le monument aux morts porte les noms de 73 soldats morts pour la Patrie :
- 65 sont morts durant la Première Guerre mondiale ;
- 5 sont morts durant la Seconde Guerre mondiale ;
- 1 est mort durant la guerre d'Indochine ;
- 2 sont morts durant la guerre d'Algérie.

### LeXXIesiècle

#### Les parcs éoliens
Un parc éolien comprenant 5 éoliennes dont les mâts culminaient à 58 mètres de haut et même, en considérant les pales de 32 mètres, à 90 mètres, a été installé dans la commune en 2005 ; il est exploité par « Kallista Energy ». Ces éoliennes ont été démantelées en 2021-2022 (avec une obligation de recyclage de plus de 90 % des matériaux des mâts ; les pales, non recyclables, ont été transformées en combustible). Elles ont été remplacées par 6 nouvelles éoliennes qui développent une puissance installée de 12 MW, contre 7,5 MW pour l’ancien parc.

## Histoire linguistique
En 1843, selon le dictionnaire de Jean-Baptiste Ogée, la commune parlait français et breton. L'enquête conduite par Paul Sébillot et publiée en 1886 place la commune en Pays Gallo.[réf. nécessaire]

## Activités économiques
L’agriculture représente la principale activité économique de la commune. Elle est essentiellement orientée vers l’élevage de bovins, volailles et porcs et la polyculture ensuite. La superficie de la commune est de 2 187 hectares.
Deux entreprises agroalimentaires sont présentes dans la commune : l’abattoir LDC et la laiterie L’Armoricaine. L'unité d'abattage de poulets LDC a été créée dans les années 1960 par Alain Serandour, un jeune entrepreneur local. Principal employeur de la commune pendant longtemps, sa fille Gaelle lui a succédé et a contribué à l'intégration de l'unité de production dans le groupe LDC étant l'épouse d'un membre de la famille Doux.
La laiterie de l'Armoricaine a débuté dans les années 1950 au bourg de Lanfains à l'initiative d'Eugène Le Liard, qui collectait le lait que son épouse Marie Thérèse barattait à leur domicile. L'activité se développant et se modernisant, la laiterie s'est déplacée au lieu dit La Corniche, Eugène Le Liard a construit sa maison juste en face. La laiterie de l'Armoricaine produit surtout des fromages avec un savoir faire reconnu qui implique un cahier des charges strict pour les exploitants (camembert, pâtes pressées) mais également des yaourts à boire.
L’artisanat est représenté par un couvreur, un plombier chauffagiste, une scierie, une pisciculture, une coiffeuse, et un atelier de transformation du lait à la ferme. Il existe aussi quelques commerces dans le bourg : un café et un bar alimentation, une crêperie, un garagiste, une entreprise de travaux publics et une société de transport de volailles.

## Politique et administration
| Période                                  | Période                   | Identité              | Étiquette | Qualité |
| ---------------------------------------- | ------------------------- | --------------------- | --------- | --- |
| Les données manquantes sont à compléter. |                           |                       |           | |
| 1790                                     | 1797                      | Mathurin Fraboulet    |           | |
| 1797                                     | 1797                      | Pierre Glo            |           | Agent municipal                                                                                            |
| 1797                                     | 1800                      | Pierre Andrieux       |           | Agent municipal                                                                                            |
| 1800                                     | 1803                      | Pierre Andrieux       |           | |
| 1803                                     | 1816                      | Mathurin Fraboulet    |           | |
| 1816                                     | 1848                      | François Tehet        |           | |
| 1848                                     | 1887                      | Pierre Allo           |           | |
| 1887                                     | 1916                      | Guillaume Allo        |           | |
| 1916                                     | 1918                      | Yves Mesleard         |           | Suppléant                                                                                                  |
| 1918                                     | 1920                      | Jean Thomas           |           | Suppléant                                                                                                  |
| 1920                                     | 1928                      | Joseph Allo           |           | |
| 1928                                     | 1934                      | André de Villeneuve   |           | Directeur des Fonderies du Pas                                                                             |
| 1934                                     | 1939                      | Joseph Allo           |           | |
| 1939                                     | 1945                      | Adolphe de Villeneuve |           | Directeur des Fonderies du Pas                                                                             |
| 1945                                     | 1948                      | Corentin Allo         |           | |
| 1948                                     | 1948                      | Yves Le Bouder        |           | |
| 1948                                     | mars 1965                 | Marc Gautier          |           | |
| mars 1965                                | mars 1971                 | Joseph Le Corre       |           | |
| mars 1971                                | 1976                      | René Sagorin          |           | |
| 1976                                     | juin 1995                 | Eugène Le Liard       |           | Directeur de laiterie                                                                                      |
| juin 1995                                | mars 2008                 | Yolande Hamon         | DVD       | Fonctionnaire 2e vice-présidente de la CC du Pays de Quintin (2001 → 2008)                                 |
| mars 2008                                | En cours (au 25 mai 2020) | Gérard Mérot          | DVD       | Retraité de la banque 2e vice-président de Quintin Communauté (2014 → 2016) Réélu pour le mandat 2020-2026 |

## Démographie
| 1793  | 1800  | 1806  | 1821  | 1831  | 1836  | 1841  | 1846  | 1851  |
| ----- | ----- | ----- | ----- | ----- | ----- | ----- | ----- | ----- |
| 2 393 | 2 260 | 1 984 | 2 068 | 2 216 | 2 226 | 2 316 | 2 342 | 2 250 |

| 1856  | 1861  | 1866  | 1872  | 1876  | 1881  | 1886  | 1891  | 1896  |
| ----- | ----- | ----- | ----- | ----- | ----- | ----- | ----- | ----- |
| 2 306 | 2 296 | 2 287 | 2 045 | 1 954 | 1 771 | 1 753 | 1 593 | 1 527 |

| 1901  | 1906  | 1911  | 1921  | 1926  | 1931  | 1936  | 1946  | 1954 |
| ----- | ----- | ----- | ----- | ----- | ----- | ----- | ----- | ---- |
| 1 377 | 1 301 | 1 214 | 1 166 | 1 176 | 1 144 | 1 036 | 1 000 | 993  |

| 1962 | 1968 | 1975 | 1982 | 1990 | 1999 | 2006 | 2008 | 2013  |
| ---- | ---- | ---- | ---- | ---- | ---- | ---- | ---- | ----- |
| 999  | 978  | 894  | 796  | 828  | 868  | 961  | 987  | 1 074 |

| 2018  | 2022  | - | - | - | - | - | - | - |
| ----- | ----- | - | - | - | - | - | - | - |
| 1 097 | 1 091 | - | - | - | - | - | - | - |

## Lieux et monuments

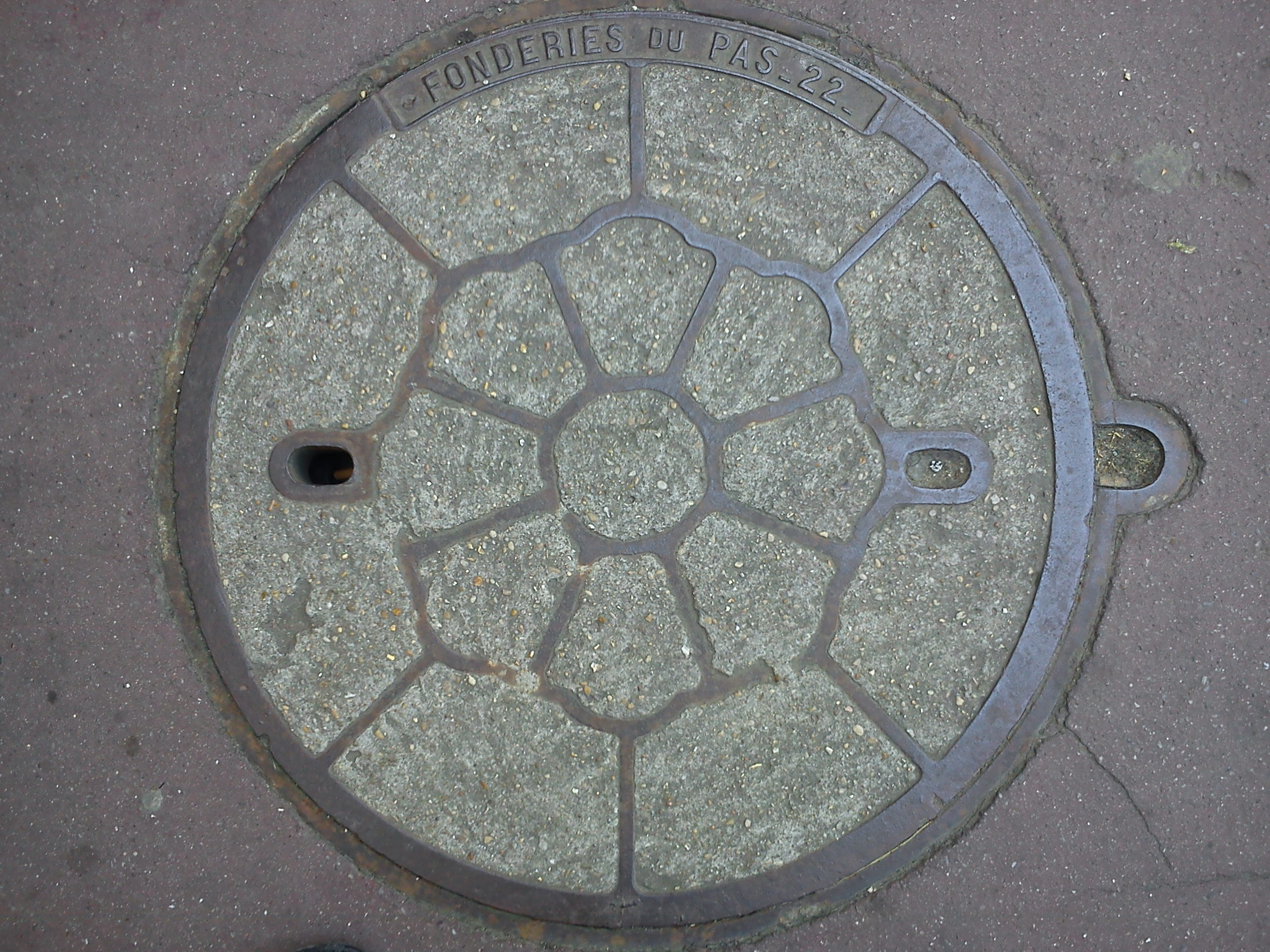
Plaque d'égout des fonderies du Pas.

- Église Saint-Guyganton de 1717 et restaurée en 1845.
- Lieu-dit le Pas (avec zone de loisirs, étang, camping, chapelle, traversé par la voie ferrée Saint-Brieuc-Loudéac, ancienne fonderie-forge du Pas qui fut en activité de 1828 à 1978[30]).
- Les lieux-dits Porpaire, Bel-Air et Bellevue au sommet de la commune atteignant les 323 mètres avec au nord ses landes.
- la croix du Jubilé

## Personnalités liées à la commune
- Eugène Le Liard, entrepreneur créateur de la laiterie de L'Armoricaine et maire de la commune.
- Alain Serandour, entrepreneur créateur de l'abattoir de volaille Serandour qui fait maintenant partie du groupe LDC.

## Sources
- Site de Michel Chevalier, bibliothécaire de la Société d'émulation des Côtes-d'Armor - Liste des maires de Lanfains